# Ankogelgruppe

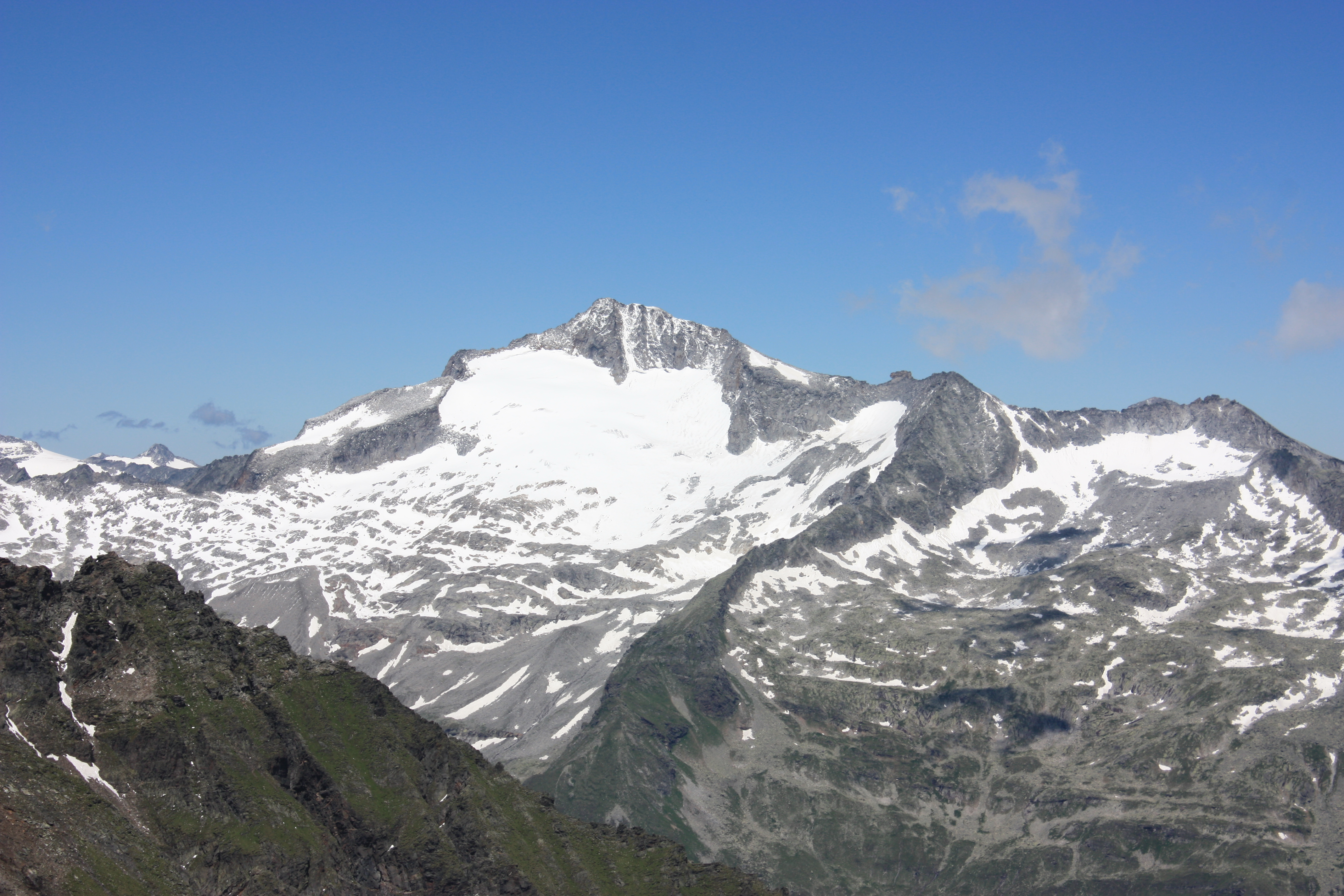
Hochalmspitze - najwyższy szczyt grupy

Ankogelgruppe to podgrupa Wysokich Taurów, pasma górskiego w Alpach Wschodnich. Leży we wschodniej części Wysokich Taurów na terytorium dwóch austriackich krajów związkowych: Karyntii i Salzburga. Ankogelgruppe często dzielony jest na "Ankogelgruppe" i "Reisseckgruppe". Reisseckgruppe jest rejonem bardziej skalistym, a Ankogelgruppe usiany jest lodowcami. Najwyższym szczytem jest Hochalmspitze.
Ankogelgruppe graniczy z Alpami Salzburskimi na północy, Taurami Radstadtskimi na północnym wschodzie, Nockberge na południowym wschodzie, Alpami Gailtalskimi na południu, Kreuzeckgruppe na południowym zachodzie oraz z Goldberggruppe na zachodzie.
Najwyższe szczyty grupy to:
- Hochalmspitze (3360 m),
- Großelendkopf (3317 m),
- Ankogel (3252 m),
- Jochspitze (3179 m),
- Schwarzkopf (3171 m),
- Zsigmondyspitze (3152 m),
- Preimlspitz (3133 m),
- Steinerne Mandln (3125 m),
- Winkelspitz (3112 m),
- Oberlercherspitze (3107 m),
- Kordonspitze (3102 m),
- Säuleck (3086 m),
- Großer Hafner (3076 m),
- Elendköpfe (3070 m),
- Großer Sonnblick (3030 m).